# Ultrafiltrace
Ultrafiltraci je možné v oblasti úpravy vody označovat jako čiřicí a dezinfekční membránovou operaci. Ultrafiltrační membrány jsou porézní a zachycují makromolekuly, všechny typy mikroorganismů, jako jsou viry a bakterie a všechny typy částic. Protože ultrafiltrační membrána nezachycuje nízkomolekulární látky, osmotický tlak systému může být zanedbán a potřebný pracovní tlak je tudíž nízký – 50 - 500 kPa.
Hlavní rozdíl mezi mikrofiltrací a ultrafiltrací je ve velikosti pórů membrány, přičemž v případě mikrofiltrace se jedná o rozměr větší než 0,1 µm. Nejvýznamnější aplikací tohoto procesu je čiření, pracovní tlaky jsou podobné těm používaným při ultrafiltraci, tzn. 50 – 500 kPa.